# Шаменко Володимир Володимирович
Володимир Володимирович Шаменко ((нар. 8 серпня 1972 року) — український гімнаст, призер Олімпійських ігор.
Бронзову олімпійську медаль Володимир Шаменко виборов на Олімпіаді в Атланті в командній першості в складі збірної України.